# Liste des sites Ramsar en Ouzbékistan
Cet article recense les zones humides d'Ouzbékistan concernées par la convention de Ramsar.

## Statistiques
La convention de Ramsar est entrée en vigueur en Ouzbékistan le 8 février 2002.
En mars 2024, le pays compte 5 sites Ramsar, couvrant une superficie de 7 390 km2.

## Liste
| Site                                | Province      | Notes | Date            | Superficie (km²) | Altitude (m) | Identifiant Ramsar | Identifiant WDPA | Coordonnées                       | Photo |  |
| ----------------------------------- | ------------- | ----- | --------------- | ---------------- | ------------ | ------------------ | ---------------- | --------------------------------- | ----- |  |
| Lac Dengizkul (uz)                  | Boukhara      |       | 8 octobre 2001  | 313,00           | 183          | 1108               | 900624           | 39° 07′ 01″ nord, 64° 10′ 01″ est |       |  |
| Système lacustre Aydar-Arnasay (uz) | Djizak, Navoï |       | 20 octobre 2008 | 5 271,00         | 245 - 247    | 1841               | 109097           | 40° 46′ 59″ nord, 67° 46′ 01″ est |       |  |
|                                     |               |       |                 |                  |              |                    |                  |                                   |       |  |
| Lac Julturbas                       |               |       | 8 août 2022     |                  |              | 2541               |                  | 43° 30′ N, 59° 46′ E              |       |  |